# Догађај (теорија вероватноће)
У теорији вероватноће, догађај је скуп исхода (подскуп простора елементарних исхода) коме је додељена вероватноће. Када је простор елементарних исхода коначан, сваки његов подскуп је догађај (то јест, сви елементи партитивног скупа простора елементарних исхода су дефинисани као догађаји). Међутим, овај приступ није добар у случајевима када је простор елементарних исхода бесконачан, најзначајније, када је исход реалан број. Зато је при дефинисању простора вероватноће могуће, а често и неопходно искључити одређене подскупе простора елементарних исхода из скупа догађаја.

## Једноставан пример
Ако узмемо стандардан шпил од 52 карте за играње, и извлачимо једну карту из шпила, простор елементарних исхода је скуп од 52 члана, код кога је свака карта могући исход. Међутим, догађај је сваки подскуп простора елементарних исхода, укључујући сваки појединачни елемент, којих иима 52, празан скуп (који по дефиницији има вероватноћу нула) и цео скуп од 52 карте (који по дефиницији има вероватноћу један). Остали догађаји су прави подскупови простора елементарних исхода који садржи вишеструке елементе. На пример, међу могућим догађајима су:
- Извучена је црвена и црна карта истовремено, искључујући џокера (0 елемената),
- Извучена карта је 5 срце (1 елемент),
- Извучен је краљ (4 елемента),
- Извучена је карта са сликом (12 елемената),
- Извучен је пик (13 елемената),
- Извучена је црвена карта или карта са сликом (32 елемента),
- Извучена је карта (52 елемента).

Пошто су сви догађаји скупови, обично се и записују као скупови (на пример {1, 2, 3}), а графички се представљају помоћу Венових дијаграма. Венови дијаграми су посебно згодни за представљање догађаја, јер се вероватноћа догађаја може посматрати као однос површине која на дијаграму представља догађај и површине простора елементарних исхода. (Заиста, све аксиоме вероватноће, и дефиниција условне вероватноће се могу представити на овај начин.)